# Dekanat Mirosławiec
Dekanat Mirosławiec – jeden z 24 dekanatów diecezji koszalińsko-kołobrzeskiej w metropolii szczecińsko-kamieńskiej. 
W skład dekanatu wchodzą następujące parafie:
- Człopa, parafia pw. św. Antoniego Padewskiego
  - kościoły filialne:
    1. Bukowo
    2. Drzonowo Wałeckie
    3. Golin
    4. Jaglice
    5. Przelewice
    6. Szczuczarz
- Kalisz Pomorski, parafia pw. MB Królowej Polski
  - kościoły filialne:
    1. Biały Zdrój
    2. Dębsko
    3. Giżyno
    4. Pomierzyn
    5. Poźrzadło Wielkie
    6. Suchowo
- Lubno, parafia pw. Chrystusa Króla
  - kościoły filialne:
    1. Górnica
    2. Jabłonowo
    3. Kolno
    4. Piecnik
- Marcinkowice, parafia pw. św. Katarzyny
  - kościoły filialne:
    1. Bronikowo
    2. Lubiesz
    3. Próchnowo
- Mielęcin, parafia pw. MB Bolesnej
  - kościoły filialne:
    1. Miłogoszcz
    2. Rusinowo
    3. Wołowe Lasy
- Parafia Niepokalanego Poczęcia Najświętszej Maryi Panny w Mirosławcu
  - kościoły filialne:
    1. Hanki
    2. Łowicz Wałecki
    3. Toporzyk
    4. Stara Korytnica
- Rudki, parafia pw. św. Wawrzyńca
  - kościoły filialne:
    1. Dębołęka
    2. Golce
    3. Karsibór
    4. Laski Wałeckie
- Rzeczyca, parafia pw. św. Bartłomieja
  - kościoły filialne:
    1. Jadwiżyn
    2. Jeziorki
    3. Płociczno
- Tuczno, parafia pw. Wniebowzięcia NMP
  - kościoły filialne:
    1. Martew
    2. Strzaliny
    3. Zdbowo